# Abudefduf natalensis
Abudefduf natalensis är en fiskart som beskrevs av Hensley och Randall, 1983. Abudefduf natalensis ingår i släktet Abudefduf och familjen Pomacentridae. Inga underarter finns listade i Catalogue of Life.